# ヨハン・ゲオルク・ディリス
ヨハン・ゲオルク・ディリス（Johann Georg Dillis 、1808年に貴族となってvon Dillis と称する。1759年12月26日 - 1841年9月28日）はドイツの画家、版画家である。バイエルン王国で働き、1808年に改組されて、ミュンヘン美術院(Königliche Akademie der Bildenden Künste)となった美術学校の教授となった。

## 略歴
オーバーバイエルンのGmainの森林監督官、猟場の管理人の息子に生まれた。ミュンヘンで神学を学び、1782年にインゴルシュタットの司祭に叙階されたが、1786年には、職を辞して美術家になる道に転じた。
1790年にミュンヘンのホーフガルテンの美術室の監督官になった。王室の美術品管理の仕事は、美術の知識の習得のために国外へ旅することが許されることになり、1792年にドレスデン、プラハ、ウィーンを旅し、1794年にローマを訪れた。ローマではこの時代のフランスの最も重要な風景画家のピエール＝アンリ・ド・ヴァランシエンヌと知り合って影響を受けた。その後、バイエルン王国の王太子ルートヴィヒ1世とパリを訪れ、フランス皇帝ナポレオン1世が、諸国から集めた美術品を収めた「ナポレオン美術館」を訪れた。 1808年から1814年の間、国王、マクシミリアン1世が設立した、王立美術アカデミー(ミュンヘン美術院)の教授を務めた。1818年にもルートヴィヒ1世に同行して、ローマやシシリーなどイタリアを旅し、また王室のコレクションを購入するためにしばしばイタリアを訪れた。

## 作品

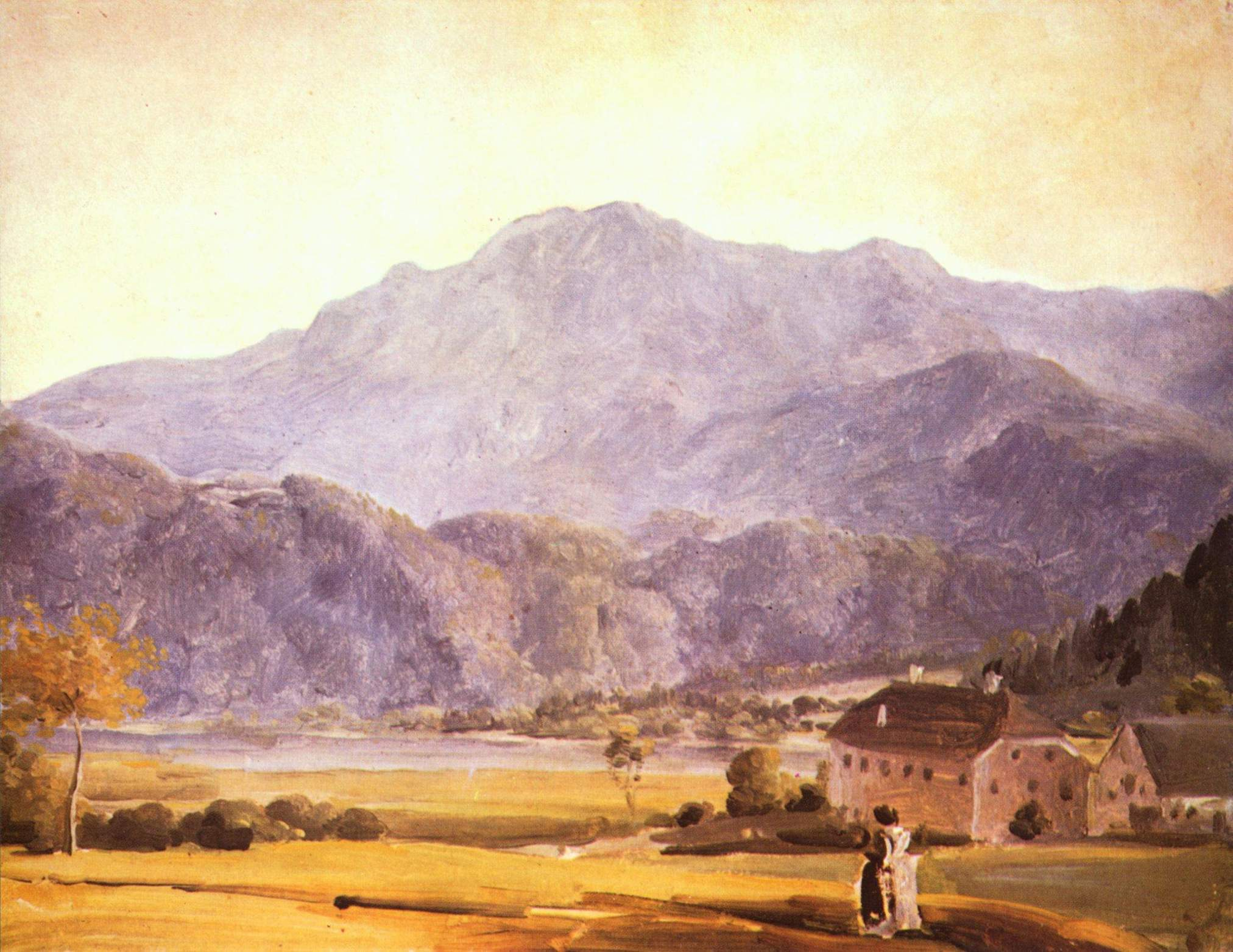
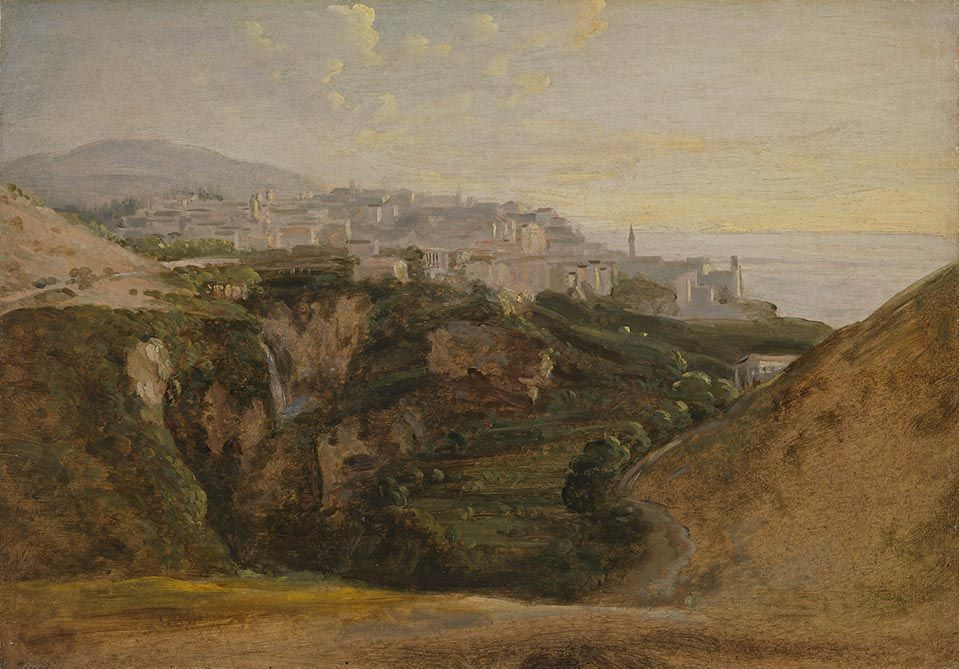
ティヴォリ (1830/1832)
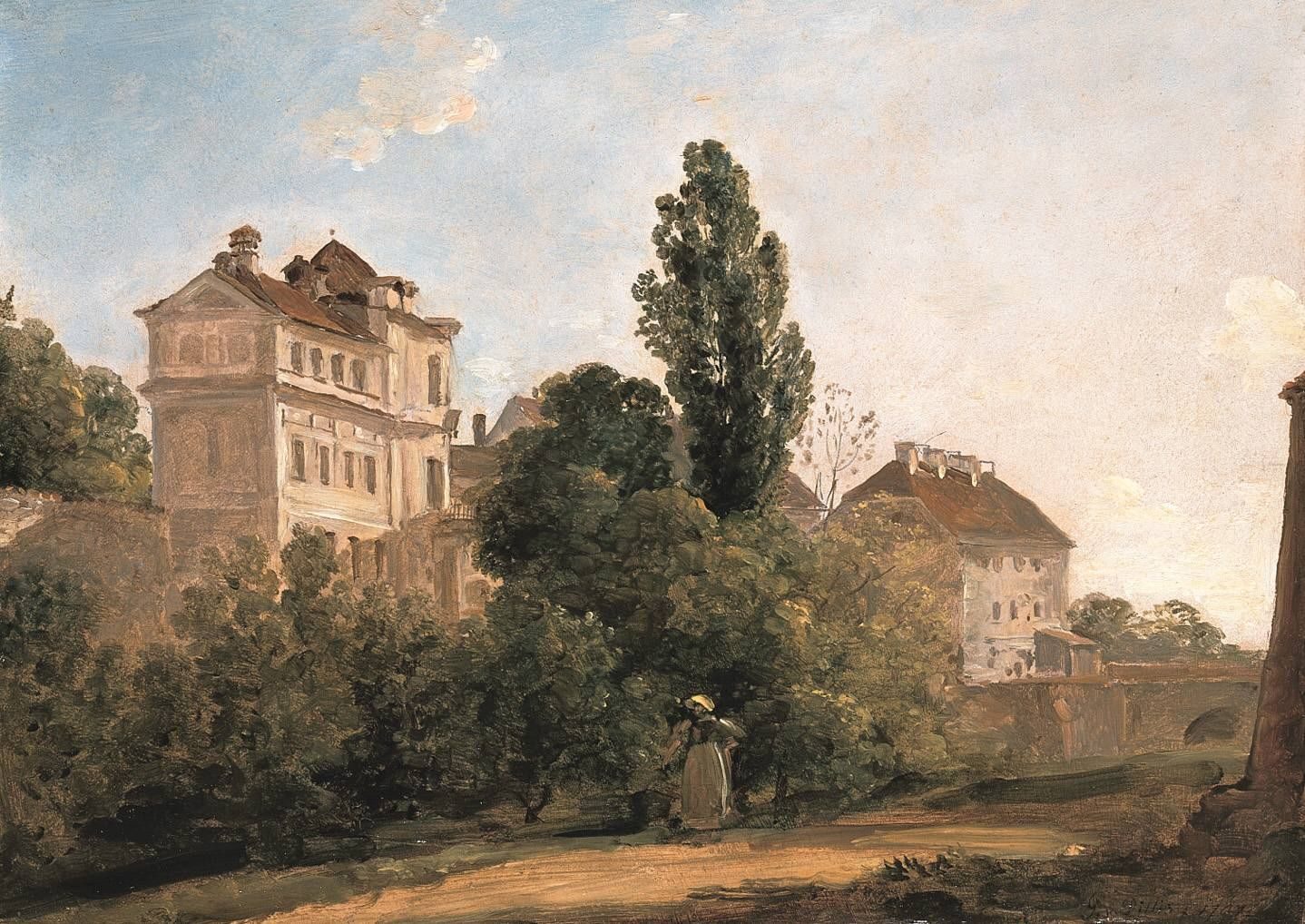
Trivaschlösschen (1797)